# Comedown Machine
Comedown Machine je páté studiové album americké indierockové skupiny The Strokes. Jeho nahrávání probíhalo v rozmezí července a listopadu 2012. Jeho producentem byl Gus Oberg a album vyšlo 25. března 2013 u vydavatelství RCA Records, které vydalo i předchozí čtyři alba této skupiny. Logo vydavatelství je rovněž na předním obalu alba.

## Seznam skladeb
| Pořadí | Název                       | Délka |
| ------ | --------------------------- | ----- |
| 1.     | Tap Out                     | 3:42  |
| 2.     | All the Time                | 3:01  |
| 3.     | One Way Trigger             | 4:02  |
| 4.     | Welcome to Japan            | 3:50  |
| 5.     | 80s Comedown Machine        | 4:58  |
| 6.     | 50/50                       | 2:43  |
| 7.     | Slow Animals                | 4:20  |
| 8.     | Partners in Crime           | 3:21  |
| 9.     | Chances                     | 3:36  |
| 10.    | Happy Ending                | 2:52  |
| 11.    | Call It Fate, Call It Karma | 3:24  |

## Obsazení
- Julian Casablancas – zpěv
- Albert Hammond, Jr. – kytara, doprovodné vokály, klávesy
- Nick Valensi – kytara, doprovodné vokály
- Nikolai Fraiture – baskytara
- Fabrizio Moretti – bicí